# 預設模式迴路

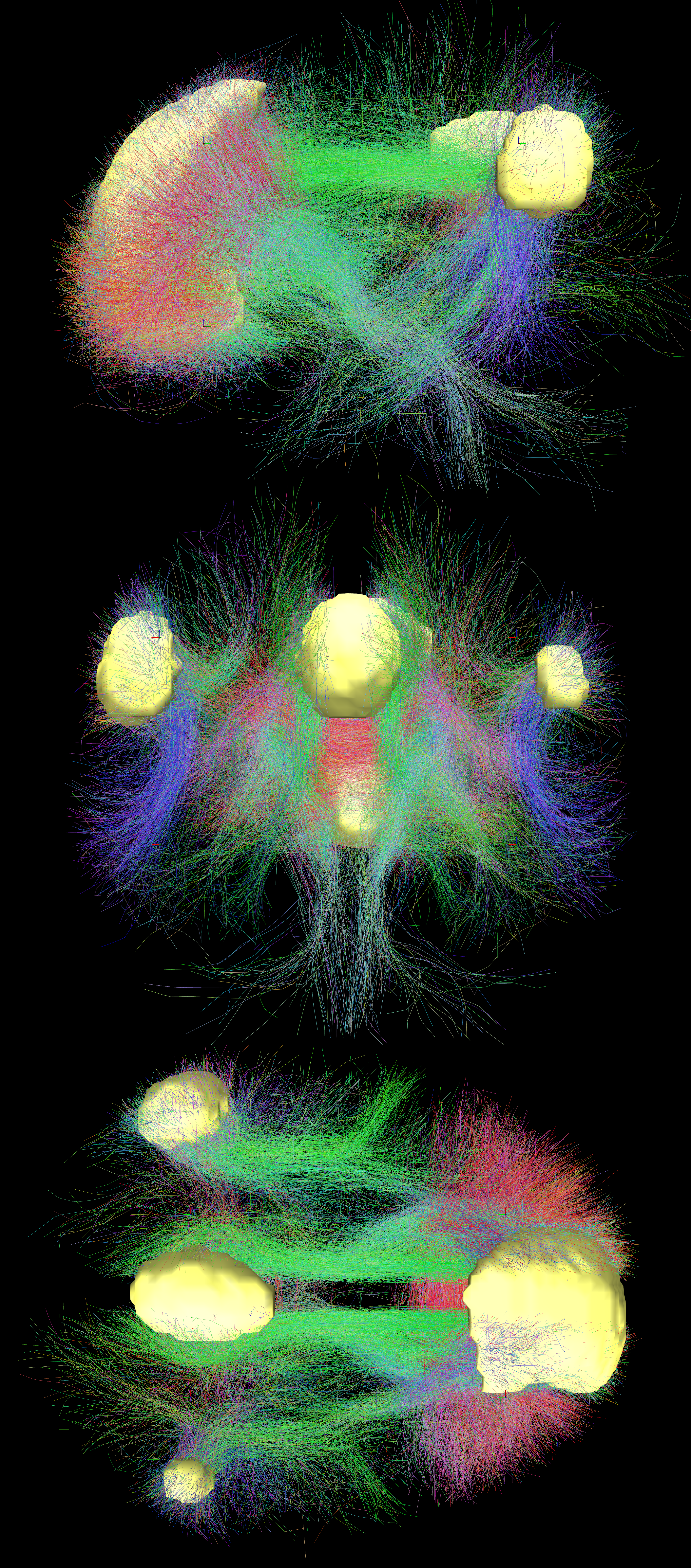
預設模式迴路在大腦中的連接，黃色表示預設模式迴路的主要區域。

在神經科學中，預設模式迴路(DMN)是一個與大腦各區塊有高度交互作用的大範圍迴路。
預設模式迴路是當人不將注意力放在外在的世界時，大腦就會處在清醒的休息狀態，例如做白日夢或放空時。人在想著自己或他人，回憶往事或計畫著將來時，預設模式迴路也是會處在活躍的狀態。也就是當人放空的時候，預設模式迴路就會自然啟動。人在處理一些有目地的任務時，預設模式迴路是關閉的，所以預設模式迴路也被當成是反任務的迴路，但當這些任務是與人際關係或自身生活經驗相關時，預設模式迴路就會被再次啟動。預設模式迴路與注意力網路是呈現負相關的，也就是注意力提高時，預設模式迴路的活躍程度就會降低。
已經有證據顯示阿茲海默症與自閉症是因為預設模式迴路的缺陷引發的。

## 作用
已知預設模式迴路有數個不同的作用：
本迴路是「自我認知」的神經系統基礎：
- 自我的資訊：與自我相關的人生記憶
- 自我的參考：對於自我的特徵與描述
- 自我的情緒：反映出自我的情緒狀態

當想到他人時：
- 心智的原理：當顧慮到他人時，想到他人知道或不知道
- 他人的情緒：了解他人的情緒，與感同身受的作用
- 道德的判斷：決定對或錯
- 人際的評估：對於人際關係上的好或壞
- 人際的分類：對於人際群體特性的判斷

回憶過去與計畫未來：
- 回憶過去：回溯陳年往事
- 想像未來：對於未來的展望與計畫
- 情節記憶：對於過去事件的細節記憶
- 故事理解：記得並了解故事的描述

本迴路在被動的休息狀態與放空時會啟動，人在放空時通常就會想到其他人，想到自己，回憶過去與放眼未來。腦波圖的研究顯示，本迴路在人結束手上工作的當下就會立刻開始活躍。
研究發現當人在看電影、聽故事時，他們的預設模式迴路會高度地與其它迴路交互作用。當人不了解故事的內容時，預設模式迴路就不會開始交互作用，也就是本迴路與故事的理解與故事的記憶呈現高度的相關。在故事的講者換了人，或以不同的語言來講述時，也還是會與本迴路有關聯。進一步的研究顯示，本迴路與故事本身的理解力有關，而不是故事的講者，或故事所使用的語言。
本迴路在執行有目標性的外部工作時，是關閉的，例如：專注看著某樣東西，或使用記憶力來工作時，有部分研究人員將本迴路認定是反任務的迴路。但如果一個有目標性的外部工作是本迴路所負責的話，例如：社交行為的記憶，或與自身生活經驗相關的工作，本迴路就會呈現正相關，並且與其他迴路交互作用，例如：負責決策行為的迴路。